# Anita Costa Prado
Anita Costa Prado (São Paulo, 11 de julho de 1974) é uma poeta e quadrinista brasileira.
Em 1995, criou a personagem de histórias em quadrinhos Katita, desenhada por ilustradores como Laudo Ferreira Jr., Lauro Roberto, Leonardo Braz Muniz, Tarcílio Dias Ferreira e Ronaldo Mendes. Lésbica assumida, Katita teve suas tirinhas reunidas no livro Katita - Tiras sem preconceito (Marca de Fantasia, 2006). Também colaborou com o desenhista Márcio Baraldi no álbum Roko-Loko: Born to be Wild!, de 2007.
Katita também foi usada em cartilhas da Coordenadoria de Assuntos de Diversidade Sexual (Cads) da Prefeitura de São Paulo, editadas em 2008.

## Prêmios
- Prêmio Angelo Agostini - melhor roteirista (2006, 2007)[4] e lançamento do ano (2006)